# Медаль Пенроуза
Медаль Пенроуза (англ. Penrose Medal) — ежегодная высшая научная геологическая награда Геологического общества Америки за выдающиеся достижения в области наук о Земле.

## История

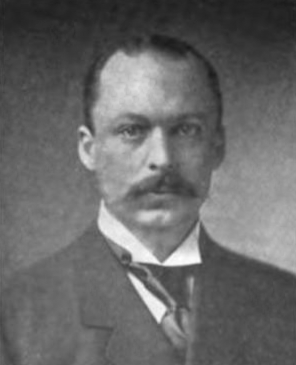
Richard Alexander Fullerton Penrose Jr. 1909

Награда была учреждена в 1927 году на средства американского геологa Р. А. Пенроуза мл. (англ. R. A. F. Penrose Jr.; 1863—1931).
В 1923 году была учреждена также Золотая медаль Пенроуза Обществом экономических геологов США (Society of Economic Geologists (SEG)).

## Награждённые
Список награждённых Медалью Пенроуза по годам:
- 1927 — Thomas Chrowder Chamberlin[англ.]
- 1928 — Якоб Иоханнес Седерхольм
- 1930 — Антуан Лакруа
- 1931 — Уильям Моррис Дейвис
- 1932 — Edward Oscar Ulrich[англ.]
- 1933 — Вольдемар Линдгрен
- 1934 — Чарльз Шухерт
- 1935 — Реджиналд Олдворт (Дейли) Дэли
- 1936 — Arthur Philemon Coleman[англ.]
- 1938 — Andrew Cowper Lawson[англ.]
- 1939 — Уильям Берриман Скотт
- 1940 — Nelson Horatio Darton[англ.]
- 1941 — Норман Леви Боуэн
- 1942 — Charles Kenneth Leith[англ.]
- 1944 — Bailey Willis[англ.]
- 1945 — Феликс Венинг-Мейнес
- 1946 — T. Wayland Vaughan[англ.]
- 1947 — Артур Льюис Дэй
- 1948 — Ханс Клоос
- 1949 — Wendell P. Woodring[нем.]
- 1950 — Morley Evans Wilson[нем.]
- 1951 — Пентти Эскола
- 1952 — Джордж Гейлорд Симпсон
- 1953 — Esper S. Larsen[нем.]
- 1954 — Arthur Francis Buddington[англ.]
- 1955 — Maurice Gignoux[нем.]
- 1956 — Артур Холмс
- 1957 — Bruno Sander[нем.]
- 1958 — James Gilluly[нем.]
- 1959 — Adolph Knopf[англ.]
- 1960 — Вальтер Германн Бухер
- 1961 — Philip Henry Kuenen[англ.]
- 1962 — Alfred Sherwood Romer[англ.]
- 1963 — William Walden Rubey[англ.]
- 1964 — Доннел Фостер Хьюэтт
- 1965 — Philip Burke King[англ.]
- 1966 — Harry Hammond Hess[англ.]
- 1967 — Herbert Harold Read[англ.]
- 1968 — Джон Тузо Вильсон
- 1969 — Francis Birch[англ.]
- 1970 — Ralph Alger Bagnold[англ.]
- 1971 — Джордж Маршалл Кей
- 1972 — Wilmot Hyde Bradley[англ.]
- 1973 — Мэрион Кинг Хабберт
- 1974 — Морис Юинг
- 1975 — Francis J. Pettijohn[англ.]
- 1976 — Престон Клауд
- 1977 — Robert P. Sharp[англ.]
- 1978 — Robert M. Garrels[англ.]
- 1979 — Джон Харлен Бретц
- 1980 — Hollis Dow Hedberg[англ.]
- 1981 — Джон Роджерс
- 1982 — Aaron C. Waters[нем.]
- 1983 — Густав Артур Купер
- 1984 — Donald E. White[нем.]
- 1985 — Rudolf Trümpy[англ.]
- 1986 — Лоуренс Луи Слосс
- 1987 — Marland P. Billings[англ.]
- 1988 — Robert S. Dietz[англ.]
- 1989 — Warren B. Hamilton[англ.]
- 1990 — Норман Ньюэлл
- 1991 — Уильям Ричард Дикинсон
- 1992 — Джон Дьюи
- 1993 — Alfred G. Fischer[англ.]
- 1994 — Luna Leopold[англ.]
- 1995 — John C. Crowell[нем.]
- 1996 — John R. L. Allen[англ.]
- 1997 — John D. Bredehoeft[нем.]
- 1998 — John Ertle Oliver[англ.]
- 1999 — M. Gordon Wolman[англ.]
- 2000 — Robert L. Folk[нем.]
- 2001 — Кеннет Сюй
- 2002 — Уолтер Альварес
- 2003 — Peter R. Vail[англ.]
- 2004 — W. Gary Ernst[англ.]
- 2005 — Minze Stuiver[англ.]
- 2006 — Robert D. Hatcher[нем.]
- 2007 — Кевин Бёрк
- 2008 — George A. Thompson[англ.]
- 2009 — B. Clark Burchfiel[англ.]
- 2010 — Eric J. Essene[англ.]
- 2011 — Paul F. Hoffman[англ.]
- 2012 — Raymond A. Price[англ.]
- 2013 — Steven M. Stanley[англ.]
- 2014 — Сьюзен Киффер
- 2015 — James W. Head[англ.]
- 2016 — John T. Andrews[англ.]
- 2017 — George Plafker[англ.]
- 2018 — Kent C. Condie
- 2019 — Этуотер, Таня
- 2020 — [уточнить]